# Рабыня (фильм, 1968)
«Рабы́ня» — советский фильм 1968 года режиссёра Булата Мансурова, созданный по мотивам рассказа Андрея Платонова «Такыр».

## Сюжет
1920-е годы, Туркменистан. Халлы-бай уходит к басмачам, оставив больную жену с дочерью Джамаль. Вскоре у Джамаль и её матери появляется друг — Стефан Катыгроб — австриец, попавший во время войны в плен и бежавший в Туркмению. Стефан предупреждает отряд Красной армии о засаде басмачей, и красноармейцы ликвидируют басмачей. Впрочем, Халлы-баю удаётся вывернуться, и он возвращается. Джамаль пытается убежать из дома от отца-тирана. Стефан, защищая свободу девушки, организует её побег, при этом сам попадает в руки басмачей и погибает. Тем не менее благодаря ему Джамаль вырывается на свободу — она теперь больше не рабыня — и скачет к отряду красноармейцев.

## В ролях
- Аман Одаев — Халлы-бай
- Гевхер Нурджанова — Джамаль
- Тарас Алейников — Стефан
- Ходжан Овезгеленов — Язкули-ага
- Ходжадурды Нарлиев — Чары
- Ходжаберды Нарлиев — Курбан
- Баба Аннанов — Клыч
- Сабира Атаева — старшая жена
- Набат Курбанова — эпизод
- Сарры Каррыев — эпизод

## Критика
Фильм, может быть, во многом не удавшийся, но, несомненно, талантливый. Больше того, «Рабыня» — явление сложное, трудное, я бы сказал, кое в чём и загадочиое. Вот почему Б. Рунин, автор рецензии в «Советском экране», воскликнул: «Какой странный фильм!» Мне кажется, что для этого фильма недостаточно рецензии, которая всегда предполагает только оценку, только определение того, что удалось и что не удалось. «Рабыня» требует анализа её поэтики.
Идя вслед учителю, Б. Мансуров тоже метафоризирует, но не кадр, как это делал Эйзенштейн, а эпизод. Его монтажная единица крупнее. Он пытается найти новое значение в столкновении «крупных молекул» фильма… Каждый эпизод «Рабыни» выстроен, как аттракцион, как эмоциональный, ударный кусок, обладающий собственным развитием и собственным зарядом. Столкновение этих кусков и должно выстроить в сознании зрителя новое единство фильма, его по-новому понятый сюжет.
— Михаил Блейман, журнал «Искусство кино», 1971 год

По существу, Мансуров возрождал в «Рабыне» эйзенштейновский принцип возбуждения эстетической активности зрителя и саму структуру «монтажа аттракционов». Метафоричность «Рабыни», присутствующая в фильме система символов, — строго рациональны. Каждый эпизод-аттракцион расцвечен множеством ярких контрастных деталей, орнаментален.— киновед С. Д. Гурвич

## Призы и награды
- Премия IV Всесоюзного кинофестиваля (Минск, 1970) художнику Ш. Акмухамедову.
- Специальный диплом Смотра-конкурса кинематографистов республик Средней Азии и Казахстана (1970) режиссёру фильма Б. Мансурову.